# Andre Iguodala
Andre Tyler Iguodala (Springfield, 28 januari 1984) is een Amerikaans voormalig basketbalspeler. Hij speelde voor de Golden State Warriors, waarmee hij zowel in 2014/15, 2016/17, 2017/18 als 2021/2022 kampioen werd in de NBA.

## Carrière
Iguodala studeerde aan de Universiteit van Arizona waar hij speelde van 2002 tot 2004 voor de Arizona Wildcats. Na twee jaar ging hij van de universiteit om aan de NBA Draft van 2004 deel te nemen, waarin hij als negende geselecteerd werd door de Philadelphia 76ers. In zijn eerste seizoen speelde hij alle 82 wedstrijden voor de 76ers als starter en werd aan het eind van het seizoen verkozen tot NBA All-Rookie First Team. In zijn eerste zes seizoenen in Philadelphia miste hij maar zes wedstrijden als starter. Daarna speelde hij nog twee seizoenen waarin hij een stuk of twintig wedstrijden miste. 
In 2012 werd hij geruild naar de Denver Nuggets in een ruil tussen vier ploegen. Bij de ruil waren ook Arron Afflalo, Al Harrington, Christian Eyenga, Josh McRoberts, Andrew Bynum, Earl Clark, Chris Duhon, Dwight Howard, Jason Richardson, Maurice Harkless, Nikola Vučević en een hoop draftpicks. Hij speelde maar een seizoen voor de Nuggets voordat zij hem ruilde naar de Golden State Warriors ook de Utah Jazz waren betrokken. Verder veranderde ook Andris Biedriņš, Richard Jefferson, Brandon Rush, Randy Foye, Kevin Murphy en enkele draftpicks betrokken. Iguodala tekende in juli 2013 een contract voor 48 miljoen euro over vier jaar bij de Golden State Warriors. Hier werd hij ploeggenoot van onder anderen Stephen Curry, Klay Thompson, Andrew Bogut en Draymond Green. Samen met hen won hij in de NBA Finale van 2014/15 met 4-2 van een Cleveland Cavaliers met onder anderen LeBron James, Kyrie Irving, Kevin Love en J.R. Smith. Dit was voor Golden State Warriors de eerste NBA-titel sinds 1975. Iguodala en de Golden State Warriors bereikten ook in 2015/16 de NBA-finale en kwamen daarin uit tegen vrijwel hetzelfde Cleveland Cavaliers als een jaar eerder. Zijn ploeggenoten en hij namen een 3-1 voorsprong in wedstrijden, maar verloren ditmaal met 3-4. Iguodala en de Warriors troffen Cleveland daarna ook in 2016/17 en 2017/18 in de finale en pakten hierin hun tweede en derde titel in vier jaar (4–1 en 4–0).
In 2019 werd hij door de Warriors geruild naar de Memphis Grizzlies voor Julian Washburn, maar hij weigerde te spelen voor de Grizzlies. De situatie liep aan tot in februari door het dure contract van hem en hij werd in februari geruild naar de Miami Heat. In de ruil waren ook de Minnesota Timberwolves betrokken en volgende spelers Jae Crowder, Solomon Hill, Dion Waiters, Justise Winslow, James Johnson en Gorgui Dieng. Hij speelde anderhalf seizoen voor de Heat en haalde daarin tweemaal de play-offs, in 2019/20 haalde Miami de finale maar er werd daarin verloren. In 2021 tekende hij een contract bij de Warriors voor een seizoen, ze haalden opnieuw de finale en hij won met de Warriors een vierde keer het NBA-kampioenschap. In 2022 tekende hij opnieuw een eenjarig contract en kondigde aan om te stoppen met spelen aan het eind van het seizoen wat hij ook deed.
Iguodala nam met het Amerikaans basketbalteam deel aan het Wereldkampioenschap basketbal 2010 en de Olympische Zomerspelen 2012. Hij won goud in beide toernooien.

## Erelijst
- NBA-kampioen: 2015, 2017, 2018, 2022
- NBA Finals MVP: 2015
- NBA All-Star: 2012
- NBA All-Defensive First Team: 2014
- NBA All-Defensive Second Team: 2011
- NBA All-Rookie First Team: 2005
- Wereldkampioenschap: 2010
- Olympische Spelen: 2012
- Nummer 9 teruggetrokken door de Golden State Warriors

## Statistieken

### Reguliere Seizoen
| Seizoen  | Team                  | WG   | WS  | MPW  | 2P%  | 3P%  | FW%  | RPW | APW | SPW | BPW | PPW  |
| -------- | --------------------- | ---- | --- | ---- | ---- | ---- | ---- | --- | --- | --- | --- | ---- |
| 2004/05  | Philadelphia 76ers    | 82   | 82  | 32,8 | 49,3 | 33,1 | 74,3 | 5,7 | 3,0 | 1,7 | 0,6 | 9,0  |
| 2005/06  | Philadelphia 76ers    | 82   | 82  | 37,6 | 50,0 | 35,4 | 75,4 | 5,9 | 3,1 | 1,6 | 0,3 | 12,3 |
| 2006/07  | Philadelphia 76ers    | 76   | 76  | 40,3 | 44,7 | 31,0 | 82,0 | 5,7 | 5,7 | 2,0 | 0,4 | 18,2 |
| 2007/08  | Philadelphia 76ers    | 82   | 82  | 39,5 | 45,6 | 32,9 | 72,1 | 5,4 | 4,8 | 2,1 | 0,6 | 19,9 |
| 2008/09  | Philadelphia 76ers    | 82   | 82  | 39,9 | 47,3 | 30,7 | 72,4 | 5,7 | 5,3 | 1,6 | 0,4 | 18,8 |
| 2009/10  | Philadelphia 76ers    | 82   | 82  | 38,9 | 44,3 | 31,0 | 73,3 | 6,5 | 5,8 | 1,7 | 0,7 | 17,1 |
| 2010/11  | Philadelphia 76ers    | 67   | 67  | 36,9 | 44,5 | 33,7 | 69,3 | 5,8 | 6,3 | 1,5 | 0,6 | 14,1 |
| 2011/12  | Philadelphia 76ers    | 62   | 62  | 35,6 | 45,4 | 39,4 | 61,7 | 6,1 | 5,5 | 1,7 | 0,5 | 12,4 |
| 2012/13  | Denver Nuggets        | 80   | 80  | 34,7 | 45,1 | 31,7 | 57,4 | 5,3 | 5,4 | 1,7 | 0,7 | 13,0 |
| 2013/14  | Golden State Warriors | 63   | 63  | 32,4 | 48,0 | 35,4 | 65,2 | 4,7 | 4,2 | 1,5 | 0,3 | 9,3  |
| 2014/15  | Golden State Warriors | 77   | 0   | 26,9 | 46,6 | 34,9 | 59,6 | 3,3 | 3,0 | 1,2 | 0,3 | 7,8  |
| 2015/16  | Golden State Warriors | 65   | 1   | 26,6 | 47,8 | 35,1 | 61,4 | 4,0 | 3,4 | 1,1 | 0,3 | 7,0  |
| 2016/17  | Golden State Warriors | 76   | 0   | 26,3 | 52,8 | 36,2 | 70,6 | 4,0 | 3,4 | 1,0 | 0,5 | 7,6  |
| 2017/18  | Golden State Warriors | 64   | 7   | 25,3 | 46,3 | 28,2 | 63,2 | 3,8 | 3,3 | 0,8 | 0,6 | 6,0  |
| 2018/19  | Golden State Warriors | 68   | 13  | 23,2 | 50,0 | 33,3 | 58,2 | 3,7 | 3,2 | 0,9 | 0,8 | 5,7  |
| 2019/20  | Miami Heat            | 21   | 0   | 19,9 | 43,2 | 29,8 | 40,0 | 3,7 | 2,4 | 0,7 | 1,0 | 4,6  |
| 2020/21  | Miami Heat            | 63   | 5   | 21,3 | 38,3 | 33,0 | 65,8 | 3,5 | 2,3 | 0,9 | 0,6 | 4,4  |
| 2021/22  | Golden State Warriors | 31   | 0   | 19,5 | 38,0 | 23,0 | 75,0 | 3,2 | 3,7 | 0,9 | 0,7 | 4,0  |
| 2022/23  | Golden State Warriors | 8    | 0   | 14,1 | 46,7 | 11,1 | 66,7 | 2,1 | 2,4 | 0,5 | 0,4 | 2,1  |
| Carrière | Carrière              | 1231 | 784 | 32,1 | 46,3 | 33,0 | 70,9 | 4,9 | 4,2 | 1,4 | 0,5 | 11,3 |
| All-Star | All-Star              | 1    | 0   | 14,0 | 85,7 | 0,0  | –    | 4,0 | 2,0 | 1,0 | 1,0 | 12,0 |

### Play-offs
| Seizoen  | Team                  | WG  | WS | MPW  | 2P%  | 3P%  | FW%  | RPW | APW | SPW | BPW | PPW  |
| -------- | --------------------- | --- | -- | ---- | ---- | ---- | ---- | --- | --- | --- | --- | ---- |
| 2004/05  | Philadelphia 76ers    | 5   | 5  | 38,4 | 46,5 | 33,3 | 50,0 | 4,6 | 3,0 | 2,8 | 1,0 | 9,8  |
| 2007/08  | Philadelphia 76ers    | 6   | 6  | 39,0 | 33,3 | 14,3 | 72,1 | 4,8 | 5,0 | 2,2 | 0,2 | 13,2 |
| 2008/09  | Philadelphia 76ers    | 6   | 6  | 44,8 | 44,9 | 39,3 | 65,2 | 6,3 | 6,7 | 1,8 | 0,0 | 21,5 |
| 2010/11  | Philadelphia 76ers    | 5   | 5  | 36,4 | 42,3 | 21,4 | 71,4 | 7,0 | 6,8 | 1,0 | 0,4 | 11,4 |
| 2011/12  | Philadelphia 76ers    | 13  | 13 | 38,8 | 38,4 | 38,8 | 58,9 | 5,7 | 3,7 | 1,5 | 0,4 | 12,9 |
| 2012/13  | Denver Nuggets        | 6   | 6  | 40,5 | 50,0 | 48,3 | 72,0 | 8,0 | 5,3 | 2,0 | 0,3 | 18,0 |
| 2013/14  | Golden State Warriors | 7   | 7  | 35,4 | 51,6 | 53,3 | 60,6 | 4,7 | 4,4 | 1,3 | 0,3 | 13,1 |
| 2014/15  | Golden State Warriors | 21  | 3  | 30,2 | 47,4 | 35,4 | 41,5 | 4,5 | 3,6 | 1,2 | 0,3 | 10,4 |
| 2015/16  | Golden State Warriors | 24  | 3  | 32,0 | 47,6 | 38,5 | 56,1 | 4,4 | 3,8 | 1,2 | 0,4 | 8,9  |
| 2016/17  | Golden State Warriors | 16  | 0  | 26,2 | 45,5 | 19,0 | 57,7 | 4,1 | 3,2 | 0,9 | 0,4 | 7,2  |
| 2017/18  | Golden State Warriors | 15  | 12 | 26,7 | 49,4 | 37,8 | 70,6 | 4,5 | 2,7 | 1,4 | 0,5 | 8,1  |
| 2018/19  | Golden State Warriors | 21  | 15 | 30,0 | 49,4 | 35,0 | 37,8 | 4,3 | 4,0 | 1,1 | 1,1 | 9,8  |
| 2019/20  | Miami Heat            | 21  | 0  | 19,5 | 46,2 | 35,9 | 71,4 | 2,6 | 1,5 | 0,8 | 0,6 | 3,8  |
| 2020/21  | Miami Heat            | 4   | 0  | 17,8 | 54,5 | 42,9 | 0,0  | 3,0 | 1,3 | 1,0 | 0,5 | 3,8  |
| 2021/22  | Golden State Warriors | 7   | 0  | 8,7  | 44,4 | 33,3 | 66,7 | 1,0 | 1,7 | 0,0 | 0,3 | 1,6  |
| Carrière | Carrière              | 177 | 81 | 29,8 | 45,8 | 35,5 | 58,3 | 4,4 | 3,5 | 1,2 | 0,5 | 9,4  |

1 Kuzmić ·
4 Rush ·
5 Speights ·
7 Holiday ·
9 Iguodala ·
10 Lee ·
11 Thompson ·
12 Bogut ·
19 Barbosa ·
20 McAdoo ·
23 Green ·
30 Curry ·
31 Ezeli ·
34 Livingston ·
40 Barnes ·
Coach Kerr
0 McCaw ·
1 McGee ·
3 West ·
5 Looney ·
9 Iguodala ·
11 Thompson ·
15 Jones ·
20 McAdoo ·
21 Clark ·
22 Barnes ·
23 Green ·
27 Pachulia ·
30 Curry ·
34 Livingston ·
35 Durant ·
Coach Kerr
0 McCaw ·
1 McGee ·
2 Bell ·
3 West ·
4 Cook ·
5 Looney ·
6 Young ·
9 Iguodala ·
11 Thompson ·
15 Jones ·
23 Green ·
25 Boucher ·
27 Pachulia ·
30 Curry ·
34 Livingston ·
35 Durant ·
Coach Kerr
00 Kuminga ·
0 Payton ·
1 Lee ·
2 Chiozza ·
3 Poole ·
4 Moody ·
5 Looney ·
8 Bjelica ·
9 Iguodala ·
11 Thompson ·
12 Weatherspoon ·
22 Wiggins ·
23 Green ·
30 Curry ·
32 Porter ·
33 Wiseman ·
95 Toscano-Anderson ·
Coach Kerr